# Grünhainichen
Grünhainichen è un comune della Sassonia, in Germania.
Appartiene al circondario dei Monti Metalliferi (targa ERZ) ed è parte della Verwaltungsverband Wildenstein.

## Frazioni
- Borstendorf
- Waldkirchen/Erzgeb.